# جون كولينز (سياسي)
جون كولينز (بالإنجليزية: John Collins) هو سياسي أمريكي، ولد في 1 مارس 1776 في مقاطعة سوسكس في الولايات المتحدة، وتوفي بنفس المكان في 16 أبريل 1822. حزبياً، نشط في الحزب الجمهوري الديمقراطي. وقد انتخب حاكم ولاية ديلاوير ‏ (16 يناير 1821 – 16 أبريل 1822).